# Zhang Jiaqi
Zhang Jiaqi (Pequim, 28 de maio de 2004) é uma saltadora chinesa, campeã olímpica.

## Carreira
Zhang conquistou a medalha de ouro nos Jogos Olímpicos de Verão de 2020 em Tóquio na prova de plataforma 10 m sincronizado feminino, ao lado de Chen Yuxi, após somarem 363.78 nos cinco saltos.
Em 15 de julho de 2023, ao lado de Wang Feilong, obteve o título da plataforma 10 m misto no Campeonato Mundial em Fukuoka.